# Lej da Gravatscha

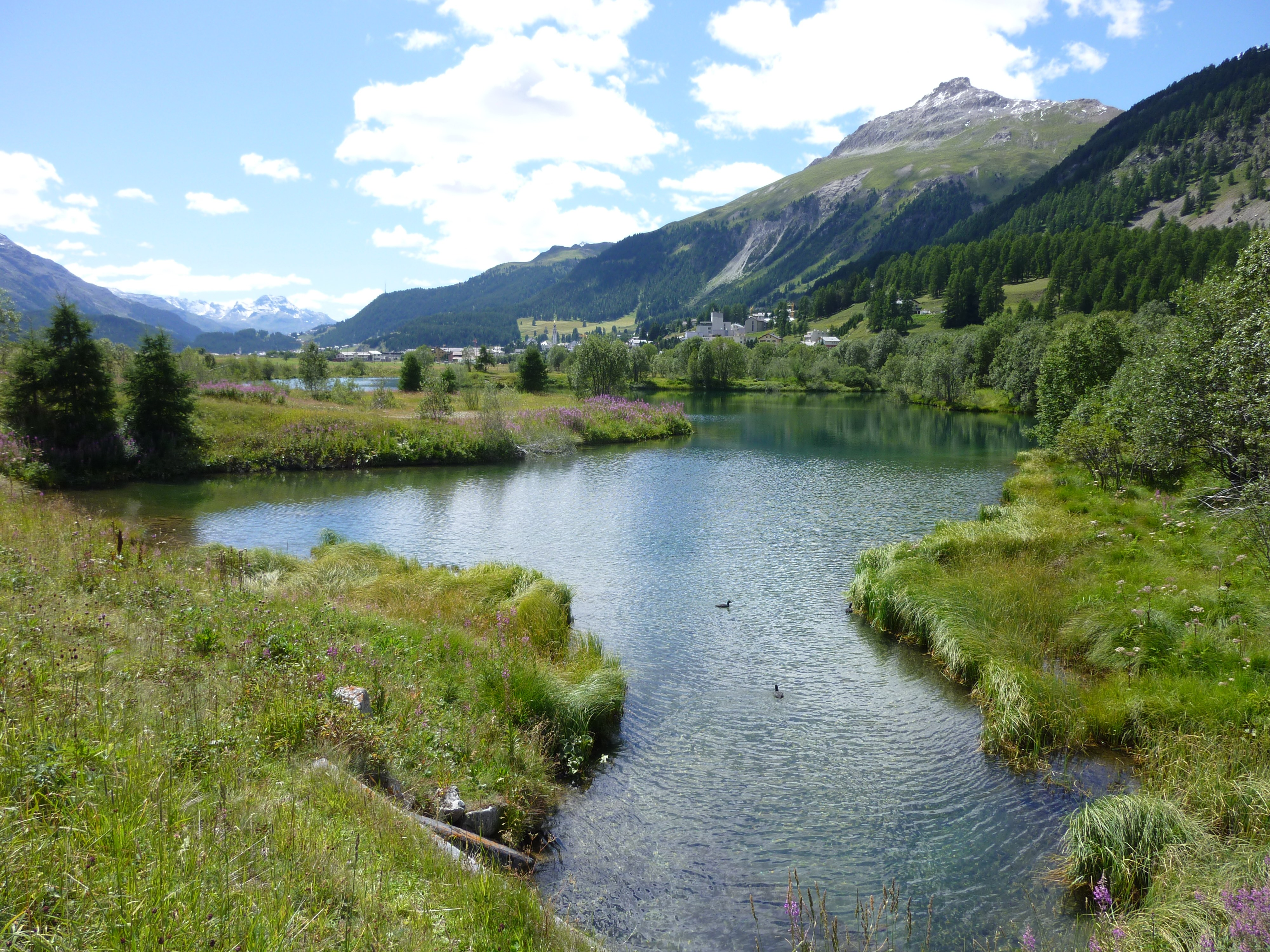
Richtung Samedan

Der Lej da Gravatscha ([ˌleɪ̯dəgrɐˈvatʃɐ]ⓘ, rätoromanisch im Dialekt Puter für «See des grossen Flussgeschiebes») ist ein künstlich angelegter See im Oberengadin. Namensgeber ist der 2755 Meter hohe Munt Gravatscha südöstlich des Sees.

## Lage
Der Lej da Gravatscha liegt auf 1698 Metern nördlich des Flugplatz Samedan auf dem Gemeindegebiet von Bever und Samedan und unmittelbar neben dem am Nordufer vorbeifliessende Inn. Gespeist wird der Gravatscha-See von den Bächen Ova Müsella ([ˌovamyˈzɛlɐ]ⓘ) und Ova da Val Champagna ([ˌovadɐˌvaltɕɐmˈpaɲɐ]ⓘ). Ein wenige Meter langer Kanal verbindet am tiefsten Punkt den See mit dem Inn. Kurz unterhalb fliesst auch der Beverin (Fluss) in den Inn.
Der Lej da Gravatscha und seine kleineren Nebenseen sind ein Überbleibsel eines Baggersees und eines Altarms des Inns, der im Zuge der Innkorrektur vom Inn abgetrennt wurde. Dabei wurde auch der Ova da Val Champagna in den See umgeleitet. Der See ist – vor allem im oberen Teil – ein Sumpfgebiet.
Koordinaten: ♁788747 / 157923 .

## Bedeutung
Der Lej da Gravatscha ist heute ein wichtiger Brut- und Rastplatz für Vögel mit grosser Artenvielfalt. Er weist die grösste Brutdichte in der Schweiz auf. Im See leben zahlreiche Amphibien und Fischarten. Im Sommer 2017 wurde am Lej da Gravatscha – erstmals seit seiner Ausrottung vor über 200 Jahren – wieder ein Biber nachgewiesen. Im November 2018 wurden im Gebiet des Lej da Gravatscha im anschliessenden Gebiet des revitalisierten Inns gleich drei Fischotter mittels Aufnahmen einer Fotofalle nachgewiesen.
Das Gebiet ist ein beliebtes Ausflugsziel geworden. Der Lej Gravatscha ist zu Fuss, per Fahrrad und auch mit dem Rollstuhl erreichbar. Ober- und unterhalb des Sees befindet sich je ein öffentlicher Picknick- und Grillplatz. Andere touristische Infrastrukturen gibt es keine, so dass das Gebiet weitgehend naturbelassen ist.